# Marsupella stableri
Marsupella stableri là một loài Rêu trong họ Gymnomitriaceae. Loài này được Spruce mô tả khoa học đầu tiên năm 1881.